# Phyllonorycter cerasinella
Phyllonorycter cerasinella is een vlinder uit de familie mineermotten (Gracillariidae). De wetenschappelijke naam is voor het eerst geldig gepubliceerd in 1852 door Reutti.
De soort komt voor in Europa.